# Pablo Pauly
Pablo Pauly es el nombre de un actor francés. Es reconocido actualmente por interpretar el personaje de Benjamín en Paso a paso (película).

## Biografía
En 2009, se formó en Cours Florent en París junto a Jean-Pierre Garnier . En 2012, se formó en el Conservatorio Superior Nacional de Arte Dramático . Da sus primeros pasos en televisión en la serie Lascars , y al año siguiente interpreta el papel de Jordan en la serie Cain.

### Televisión
- 2011 : Lascars (temporada 1 y 2 ) : Polo
- 2012 : Caïn (temporada 1 episodio 7) : Jordan

### Web series
- 2012 : En passant pécho

## Teatro
- 2006-2007 : Zoo ou l'assassin Philanthrope de Alain Jouani
- 2009 : Mangeront-Ils de Pétronille de Saint-Rapt
- 2009-2010 : La coupe et les lèvres
- 2009-2010 : Lorenzaccio de Jean-Pierre Garnier
- 2011 : Nocture de Florine clap
- 2011 : Baby Doll de Isabelle Duperey

## Reconocimiento
- Festival de cine de Sarlat 2016 : premio de interpretación masculina por Paso a paso (película).
- Premios Lumiere : premio de mejor revelación masculina por Paso a paso (película).